# 4744 (1988 RF5)
4744 (1988 RF5) је астероид главног астероидног појаса са средњом удаљеношћу од Сунца која износи 2,798 астрономских јединица (АЈ).
Апсолутна магнитуда астероида је 11,1.